# История Горбатова

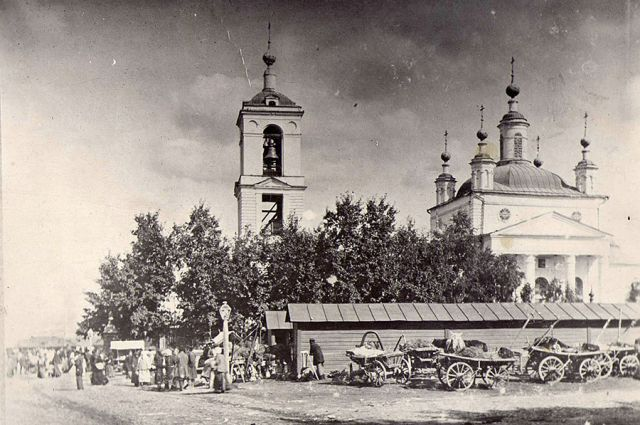
Базарная площадь в начале XX века

Город Горбатов на реке Оке образован в 1779 году из деревни Горбатая, названной в XVII веке в честь бывшего владельца — князя Горбатого-Шуйского. Деревня известна с 1565 года под названием Мещерская Поросль (отсылающим к финно-угорскому племени мещера).

## Исторический обзор
В X—XII веках местность на правом высоком берегу Оки населяли приокские племена мещеры, память о которых сохранилась до настоящего времени в местных названиях: деревня Мещера, село Мещерские горы, Мещерская заводь, а также деревня Мещерская поросль, на месте которой позднее возник город Горбатов.
Быстрое заселение края пошло после взятия Иваном IV Казани (1552 г.) и Астрахани (1556 г.), когда в Поволжье устремилась масса русских переселенцев, часть которых осела по берегам Оки. О местности, занимаемой Горбатовым, упоминается в одной из старинных грамот под 1565 г.: «лета 7073, по цареву и великаго князя Ивана Васильевича жалованью дали Спасо-Ефимьевскому монастырю, что в Суздале… в Березополье деревню Мещерскую поросль, на реке Оке, на устье Мещерской заводи, что было в поместье за князем Андреем Михаиловым сыном Горбатого…».
После смерти великого князя Василия III Андрей Михайлович Шуйский-Горбатый стоял во главе боярского правления и так восстановил против себя малолетнего Ивана IV, что последний по достижении совершеннолетия, отдал боярина Горбатого на расправу своим псарям, а все имения его, в том числе и Мещерскую поросль, отобрал в казну. В том же 1565 году Иван IV пожаловал эти земли Спасо-Ефимьевскому монастырю и Мещерская поросль или сельцо Горбатое, как его называли по фамилии старинного поместного владельца, стало вотчиной Спасо-Ефимьевского монастыря.
В начале XVII века, во времена Смуты сельцо Горбатово сильно запустело после набегов «литовских людей и русских воров… крестьянских живущих 24 двора, а людей в них тож, пашни паханные 25 чети с полутретником да 16 дворов крестьянских пустых, да место дворовое пустое, да 29 дворовых мест крестьянских пустых, 35 дворов бобыльских, а людей в них 36 человек, да 13 дворов бобыльских пустых, да 27 мест (дворовых) бобыльских пустых».
В 1672 году в связи с постройкой деревянной церкви Горбатово становится селом. Через него проходил почтовый тракт Москва — Владимир — Гороховец — Лисенковский перевоз — Богородское — Нижний Новгород, что способствовало росту расположенных по нему селений и появлению в них торговли и ремёсел. Развитие в России рыбного промысла и водного транспорта, а также судостроения предъявляло всё большие требования к изготовлению верёвок, канатов, производство которых начинается в Горбатове и его окрестностях.
Первые упоминания о горбатовских прядильщиках относятся к началу XVIII века. Пётр I открыл в Петербурге при Адмиралтействе канатно-прядильный двор и прислал в Нижний Новгород на имя вице-губернатора Путятина указ, в котором требовал выслать в Петербург 50 прядильщиков. Путятин послал в Петербург требуемое количество людей, среди которых оказались 8 горбатовцев. В 1774 село подверглось разграблению разбойником Кулагой.
С учреждением Нижегородского наместничества в 1779 году Горбатов стал городом.
Правительство Екатерины II, вынужденное реагировать на несоответствие старой административной системы новым потребностям хозяйственной жизни страны, предпринимает в 1775—1785 годах областную реформу. В основу разделения территории страны на губернии и уезды был положен арифметический принцип: численность всего податного населения. В губернии — не больше 300—400 тыс. душ, а в уездах — 20-30 тыс. душ мужского пола. Нижегородская губерния согласно указу от 5 сентября 1779 года составилась из 13 уездов, в том числе Горбатовского, вследствие чего следовало переименовать городами ведомства Коллегии Экономии село Горбатово и Мещерскую слободу под одним названием Горбатов.
Официально провозглашалось, что новыми городами следует избрать селения по лучшей удобности их расположения. Однако было выдвинуто непременное условие, что поселения, назначаемые городами, должны принадлежать казне, а не находиться в частном владении. Правительство не преобразовывало помещичьи слободы в города, даже если они по уровню своего хозяйственного развития и превосходили поселения государственных крестьян. Центром уезда вместо Горбатова вполне могли стать и Павлово, и Богородск, но эти крупные сёла входили во владения рода Шереметьевых, и центром уезда стал Горбатов.
В 1779 году его описывали так: «Село Горбатово и Мещерская слобода назначиваещиеся в город Нижегородского наместничества (в них число душ — 305) лежат по течению реки Оки на правом берегу, вверх по косогору. Чрез них пролегает большая от Москвы, Володимера и Гороховца до Нижняго Нова города и далее дорога. Расстоянием сии селения от Нижнего 67 верст. В оном селении церковь приходская преподобного Евфимия Суздальского деревянная. Обывательских домов — 141. Жители промышляют хлебопашеством и садами, имеют прядильны, на которых делают канаты и снасти рыболовные; некоторые из них обращаются в вольной работе…»

## Планировка
До конца XVIII века Горбатов сохранял средневековую сельскую планировку. Частые пожары оставались страшным бедствием для деревянной застройки города. В отчёте, описывающем Горбатов, писали: «Приход состоит один и церковь внутри города деревянная одна, каменного как казённого, так и партикулярных людей строения не имеется».
Крестьянские занятия жителей накладывали отпечаток на вид города на его дома и на планировку улиц. Большая часть городской земли была занята садами и огородами. Строения жителей сосредотачивались в основном на берегу Оки: в Мещерской слободе проживала 231 душа из 305, значившихся в ревизии. На берегу Оки ставились амбары и лавки. Хозяйственная жизнь города протекала в основном здесь.
Связанная с жизнью торга и Окой, застройка Мещерской слободы с древних времён была плотной, хаотичной. Каждый владелец возводил здесь жилые, складские или торговые строения в соответствии со своими вкусами и экономическими возможностями, но обязательно за высокими оградами. Группы строений разделялись извивавшимися улочками и тупиками. Лишь береговые отмели оставались свободными, но и те летом занимались пристанями, амбарами и деревянными кладбищами.
На горе, на красивом месте, горбатовцы построили в 1672 году деревянную церковь во имя святого Евфимия Суздальского чудотворца. Она была видна издалека и смотрелась очень хорошо.
С учреждением в 1779 году Нижегородского наместничества начинается работа по созданию плана уездного города Горбатова. Древнейшей профессионально выполненной фиксацией сложившейся средневековой постройки является план, конфирмованный 6 марта 1781 года, на котором пунктирными линиями отмечено «состоящее ныне деревянное строение». Главной задачей плана было «прожектировать» каменное и деревянное строительство в нагорной части Горбатова, в которой активного строительства до того времени не велось и поэтому больших трудностей с его выполнением не возникло.
На главной городской площади намечалось поставить каменную соборную церковь взамен почти развалившейся деревянной Евфимьевской церкви, в которой, как писали, в летнее время «немалая течь идёт, а в зимние наносит великие бугры снега». Построена и освящена каменная соборная церковь была только в 1814 году.
Прожект 1781 года мало учитывал особенности рельефа. Например, дорога в Нижний Новгород была проложена через овраг Большой Ключ. «По несходстве расположения онаго кварталов с местным по натуре расположением» строится по этому плану было трудно и в 1802 году «сочинили» новый. На основе плана 1781 года разрабатывались все позднейшие проекты. Во многом благодаря первому плану, город Горбатов до сих пор отличает чёткая застройка и улицы, пересекающие друг друга под прямым углом.

## Административное управление
По областной реформе город становился самостоятельной административной единицей. Первым горбатовским городничим стал капитан-лейтенант флота Иван Афанасьевич Растопчин. В его расположении находилась штатная воинская команда в составе 33 человек, большей частью правда «из людей старых, увечных и больных».
На основании учреждения о губерниях в губернских городах создавались новые присутственные места, уездные и земские суды, казначейства, магистраты и при них сиротские и словесные суды. Сразу потребовалась большая масса канцелярских служителей, а между тем грамотность в народе тогда была развита очень слабо, и Горбатов не был здесь исключением. Горбатовское казначейство доносило, например, в 1781 году, что уже третий год принуждено обходиться с одним копиистом, «да и тот не только чтоб книги вести и другие дела по казначейству исправлять, но и с чёрного на белое три-четыре раза переписывает и то с крайнею нуждою».
Горбатовский уездный суд тоже плохо справлялся с делами ревизии, медленность и запутанность в делопроизводстве, и наместническое правление неоднократно штрафовало его за это. Присутственные места и казначейство до конца XVIII века помещались в частных домах. Уездный суд теснился в одной комнатушке, а денежную казну «за ветхостью кладовой» вынуждены были хранить в прихожей за печью.
Большое влияние в уездном городе имел Предводитель благородного дворянства. В Горбатове первым Предводителем дворянства в 1779 году по баллотировке в горбатовской округе был выбран прапорщик Фёдор Дмитриевич Козлов. Потомственный дворянин, 44 лет, имевший в нескольких деревнях 244 души. Служил с 1753 года солдатом лейб-гвардии Измайловского полка, был пожалован в 1755 году капралом. В 1761 году отставлен от службы по болезни в звании прапорщика.
Сыновья Фёдора Дмитриевича Козлова продолжили семейную традицию: все они служили в русской армии. А в годину великих испытаний для России, в 1812 году, один из его сыновей, Павел Фёдорович Козлов, к тому времени действительный статский советник и кавалер, возглавил конный полк Нижегородского военного ополчения и участвовал в войне против французов. В сражении при Дрездене 5 октября 1813 года, командуя вверенной ему бригадой, своими распоряжениями и личной храбростью «весьма много содействовал к отражению неприятеля», получил контузию и был представлен к ордену Св. Анны I класса.

## Экономика
Учреждение Горбатова уездным городом способствовало повышению его торгового и промышленного значения, увеличению численности населения и изменению сословного состава горожан.
В конце XVIII века горбатовцы «промышляли» не только хлебопашеством, но и разведением садов, многие жители имели прядильны, на которых делали канаты и рыболовные снасти, а некоторые занимались отхожим промыслом: нанимались на речные суда.

#### Сельское хозяйство
Пашенной земли в городе было мало, да и урожаи были невысоки. «Сеяли по большей части пшеницу, несколько ячменю, гречи и гороху; урожай бывает неодинаков, когда второе, а иногда вдвое, а пашут землю сохами на лошадях», — так описывали аграрные занятия горожан в отчете за 1781 год. «По малоимению пашенной земли» в городе, хлеба, производимого его жителями, всегда не хватало, и они покупали «ржаную муку и всякий запас для обиходу домашнего в селе Избыльце». Держали горожане и скот: семья, как правило, имела корову, лошадь, некоторые держали также овец и свиней. Сельскохозяйственная деятельность в Горбатове ориентировалась в значительной своей части на рынок и имела отраслевое своеобразие: горожане разводили сады. Сажали яблоню, сливу, грушу, а также вишню и смородину.
Сбор хлебов и фруктов в Горбатове в 1797 году.
| Ржи                | 12 четвертей       |
| Пшеницы            | 10 четвертей       |
| Яблочных присадков | до 10 000 деревьев |
| Яблок              | 1 020 четвертей    |
| Слив               | 30 четвертей       |
| Вишен              | 16 четвертей       |
| Красной смородины  | 90 четвертей       |

О величине садов можно судить по жалобе горбатовца Козьмы Гагина. В его саду козами бывшего городничего Растопчина поглодано было много деревьев. Специальная комиссия, осматривая сад в ноябре 1780 года, установила, что порезано 54 дерева.
До сих пор Горбатов это яблочная, вишневая, ягодная столица края. Выплескиваясь из-за заборов, сады усеивают косогоры, стекают на дно оврагов. В майскую пору горбатовский берег точно невеста в подвенечном уборе. И не зря «в знак изобилия сего города плодами» на его гербе изображена «яблонь с плодами в золотом поле».
Горбатов расположен на оживленной торговой магистрали и благодаря тому, что «протекает мимо оного города река Ока, по которой в вешнее время сверху с хлебом, а по осени из Нижняго с солью и железом струги проходят», он активно включался в торговлю с поволжскими городами.

### Ремесла и промыслы
Ведущей отраслью мелкотоварного производства Горбатова являлась выделка канатов и рыболовных снастей. Это было связано с дальнейшим распространением судоходства, увеличением перевозок грузов по Оке и Волге, а также с большим спросом «на ловецкую сеть» в Среднем и Нижнем Поволжье. Снасть продавали по тракту в городах Симбирске, Самаре, Камышине, Сызрани, Саратове, Царицыне и в Чёрном Яру, продавали также и просто в рыбных ватагах «сколько где случиться, а наиболее в городе Астрахани».
Производством снастей из пеньки занимались почти все жители города, «бесхозяйные» горожане могли заниматься пряжей круглый год, а земледелец принимался за неё с Покрова и кончал уже к Пасхе. Работа происходила обыкновенно на задах, в саду или на дворе под сараем, где есть ровное место и где можно протянуть 30—150-саженную веревку. Такие места называли «просадами». Прясть мальчишки начинали с 10—12 лет, а девочки — с 14—15. Для выработки бечевы использовались специальные крутильные колеса и поперечные гребни. Дети с 8-летнего возраста вращали прядильное колесо, женщины трепали сырье-пеньку, а мужчины, обмотав себя растрепанной пенькой зацепив её за вращающийся крюк колеса, отходили от него, пятясь задом, по мере ссучивания бечевы. Большесемейные домохозяйства работали обыкновенно всей семьей, а малосемейные собирались товариществами до 12 человек. Причем подбирали «ровняков» по работе, чтобы друг другу не обидно было. Пряли главным образом на хозяев и из хозяйской пеньки.
Многие обыватели занимались также «небольшими рыбными ловлями» в Оке. Тогда это имело для горожан большее значение, чем сейчас. Вообще города и деревни, находившиеся на реках, имели в своем владении не только пашни, леса, но и рыбные ловли. Границы рыбных ловель были также строго проведены, как и пашенные межи, и часто из-за права владеть этими рыбными ловлями возникали споры между соседними селениями. Рыба — это выгодный товар. Тогда в Оке в изобилии водились стерлядь, сом, судак, щука, налим. Ловили рыбу горбатовцы «шашковою снастью и небольшими неводами» и в основном сбывали на ближних рынках.
Большое значение в жизни Горбатова имела проходившая через него дорога из Москвы в Нижний. Многие жители промышляли на своих лошадях извозом по наймам. В деревне Костино, что в 2 верстах от Горбатова, находилась «вольная станция», с которой костинские крестьяне вместе с горбатовцами занимались перевозкой пассажиров. Чтобы не было стычек между ними, губернатор И. М. Ребиндер даже предписал: «горбатовским жителям вести проезжающих из Нижнего, а костинским — из Владимира».
В связи с ростом города и численности его населения развивается кузнечное ремесло. К 1785 году «художников — медных мастеров с подмастерьями и учениками» — было 5 человек, а всего «ремесленников кузнечных чернодельных и пеньковые снасти делающих» было 45 человек. Имелся один кирпичный завод.
К концу XVIII века увеличивается производство основного промышленного продукта города Горбатова — канатов и рыболовных снастей.
Годовое производство бечевы и рыболовных снастей
| Год         | 1780  | 1797  | 1799   |
| Число пудов | 1 737 | 5 000 | 10 000 |

В связи с ростом грузооборота по Оке и Волге значительного развития достигло кузнечное дело. В 1793 году купец Пахомов поставил на берегу реки Оки «стальной завод». Завод состоял из двух печей «разсекательной кузницы и складочного амбара». Железо для завода Пахомов покупал в Нижнем Новгороде, туда его привозили с демидовских заводов. В специальных печных ящиках железо пересыпалось толченым углем и топилось в обеих печах.
Обрабатывали железо в «разсекательной кузнице» два молотобойца под руководством мастера-кузнеца; в кузнице работал также один истопник. Спрос на сталь был большой, и её производство на заводе Пахомова росло с каждым годом.
Годовое производство стали на заводе Пахомова
| Год         | 1797  | 1798  | 1799  | 1805  |
| Число пудов | 1 000 | 1 200 | 3 000 | 3 200 |

Часть производимой стали сбывалась в Горбатове, но в основном её отправляли «водою и сухим путём на ярманки в разных губерниях бываемые», в Касимов, Суздаль, Нижний, Москву, а небольшая часть доходила даже да Санкт-Петербурга.
В горбатовских кузницах к концу XVIII века увеличивается выработка «мелочных изделий». В них изготовляли топоры, сошники, гвозди, петли и «прочие потребные для хозяйственных надобностей поделки». Да сверх того производили «котельничью работу»: чинили старые и делали новые самовары, чайники, кастрюли, котлы, ковши, ендовы, и другие медные вещи".

### Торговля
Как писали в начале XIX века, «торгов в Горбатове никогда не было, понеже в Избыльце торги исстари». В городе не было даже обыкновенного базара, и горбатовские жители ходили через овраг в соседнее село Избылец .
Однако большинство купеческих капиталов в Горбатове было заработано на торговле. Город производил на вывоз большое количество пеньковых канатов и рыболовных снастей, и горбатовские купцы, вырабатывая часть продукции сами, часть скупая в городе и ближней округе, отправлялись торговать всем этим добром в поволжские города. В Астрахани они закупали соленую рыбу, икру, «шелковый и бумажный разный товар» - и везли на рынки в «верховые города». Торговлю горбатовские купцы и мещане вели с большим успехом: ежегодный оборот доходил до 150 тысяч рублей.
Единственным большим недостатком, мешающим процветанию Горбатова и его жителей, купцы считали отсутствие в нём рынка. Возрастающая конкуренция крестьян села Избыльца перебивала горбатовским купцам торговлю. Они неоднократно обращались в наместническое правление, в нижегородский магистрат с просьбой об уничтожении торгов в селе Избыльце и о перенесении их в город Горбатов. Купечество пыталось защитить себя от конкуренции крестьян всеми средствами, в том числе и мерами административного воздействия. Но это шло вразрез с общей линией правительства, направленной на развитие свободной торговли, и ликвидировать торг в Избыльце не посмели. Однако, уступая настойчивым просьбам горбатовских купцов, рынок в городе всё-таки учредили в марте 1802 года, и теперь без уплаты «немалого акциза» за места и лавки они могли торговать «шелковыми парчовыми товарами, съестными припасами, разным хлебом и для состоящих в Горбатове и селе Избыльце прядильных заводов в довольном количестве пенькой».
Что происходило в Горбатове по базарным дням, видно из документов Нижегородской духовной консистории за март 1819 года.
На городской площади собирался приезжающий на торг народ. Здесь, рядом с собором, располагались питейные дома, лавки, амбары и магазины, здесь же, подле самой церкви, купцы ставили лошадей с телегами и вели торговлю.
В эти дни службы в храме происходили под аккомпанемент базарного крика и шума. Нередко случалось, что поднятыми вверх оглоблями торговцы выбивали стекла в церковных окнах, а городская площадь превращалась в свалку мусора и нечистот.
Губернские землемеры, составлявшие перспективный план города Горбатова в 1830 году, стремились очистить центр от грязной лавочной торговли и питейных заведений и организовать торговлю пристойным образом в гостином дворе. Этот план был конфирмован 221 марта в 1830 года, однако полностью воплотить его в жизнь не удалось. Не смогли отстроить корпуса присутственных мест и гостиного двора, и соборную площадь продолжали «украшать» разнокалиберные деревянные и каменные ларьки, амбары, лавки, полки и т. п.
Постепенно появились солодовенные и стальные заводы, были поставлены соляные амбары и амбары для обывательских товаров, пристани и кузницы. Видно, как расширялся город: строилась инвалидная слобода. Более поздний план Горбатова (1853 г.) точно фиксирует реальное положение всех каменных и деревянных строений, улиц, площадей и бульваров. На нём отмечены заводы торговые лавки и амбары. Обозначены фруктовые сады и огороды и даже границы участков частных лиц.
Город стал не административным городом уезда, приобрёл важное торгово-промысловое значение в Нижегородской губернии.

## Социальный состав
После учреждения города Горбатова начинаются изменения в социально-сословном составе его населения. Раньше, как известно, здесь жили экономические крестьяне, «душами» которых владела Государственная коллегия экономии, с 1779 года их переводят в сословие горожан. В 1781 году отмечалось, что «в здешнем городе жители по степеням купечества и мещанства ещё не различены, а именуются они жителями города Горбатова…»
Местными властями ещё в марте 1870 года была предпринята попытка перевести зажиточную часть горожан в сословие купцов «с объявлением тем кои запишутся в купечество, что они и их дети освобождены будут от солдатской отдачи в рекруты». Стать купцами пожелали 13 человек (из них 12 — обитатели Мещерской слободы), все записались в 3-ю гильдию, объявив капитал от 505 до 650 рублей. Но тогда они купцами так и не стали. Дело в том, что вступивший в купечество крестьянин должен был платить одновременно и свои прежние подати — подушные деньги, оброк, — и новые, как купец до очередной ревизии. Горбатовские мужики были людьми прижимистыми и оплачивать привилегии не торопились. О взимании двойных платежей говорилось как о временной мере, но Городское положение 1785 года окончательно закрепило плату двойного оклада. И чтобы избавиться от солдатчины горбатовцы начали записываться в купечество. В декабре 1782 года записались сразу 10 или 11 дворов. В следующем, 1783, году число желающих резко увеличилось: ещё 21 семейство было причислено к купечеству 3-й гильдии.
Число объявленных гильдейских капиталов
| Год             | 1782 | 1783 | 1784 | 1785 | 1786 | 1788 | 1789 | 1791 | 1792 | 1793 | 1794 |
| Число капиталов | 10   | 31   | 36   | 38   | 39   | 47   | 70   | 87   | 94   | 98   | 101  |

Чтобы записаться даже в 3-ю гильдию, надо было иметь приличный капитал. К тому же, податной ценз, необходимый для вступления в купеческое сословие, неоднократно повышался, и в 1794 году он был увеличен до 2000 рублей. Следовательно, горбатовские купцы, занимаясь «деланием и продажей из пеньки для рыбных ловель снастей» получали довольно большую прибыль, составляли значительные капиталы и с прибылью пускали их в производство.
Купеческий статус давал жителям города не только свободу от рекрутчины, но и возможность беспрепятственной торговли в «низовых городах» и в Нижегородской губернии, поэтому крестьяне охотно записывались купцами.
Но горбатовские мужики были хитрые, и переплачивать за «привилегии» они, конечно, не собирались. Во-первых, капитал они объявляли всегда по самому минимуму: если минимум — 2000 рублей, они объявляли 2005 рублей и ни копейкой больше, хотя эта сумма вряд ли соответствовала действительной состоятельности купцов. Во-вторых, с целью уменьшения платежа процентов с капиталов они под одним капиталом записывали, случалось, до 12 ревизских душ: родители, дети, внуки, племянники и т. д. В то время как все эти люди могли вести свой торг и жить в разных домах. В 1824 году эту аферу раскрыли, но виноватых не нашли.
В конце XVIII века начинается запись и в мещанское сословие. Обычно мещанами записывались люди менее состоятельные, занятые преимущественно в прядильном производстве, на кирпичном и стальном заводах, в кузницах. Многие мещане нанимались на рыбные промыслы в Каспийском море.
На первом этапе развития города, в конце XVIII века, купцов было гораздо больше, чем мещан. Горбатовцы, успешно сочетая мелкотоварное производство, составлявшее тогда большую конкуренцию немногочисленным мануфактурам, с прибыльной торговлей, были в основном людьми зажиточными. Они могли себе позволить пребывание в купеческом сословии и, таким образом, защититься от рекрутчины. Тогда это не требовало от обывателей огромных капиталов.
В конце XVIII — начале XIX века Горбатов обнаружил заметный экономический рост, и об этом свидетельствует социальный состав его жителей. В городе увеличилась общая численность населения, а купцы и мещане явно преобладали над остальными категориями жителей.
Социальный состав населения города Горбатова
| Год  | Купцы            | Мещане          | Крестьяне |
| ---- | ---------------- | --------------- | --------- |
| 1796 | 434              | 72              | 69        |
| 1800 | 457              | 51              |           |
| 1802 | 422              | 179             |           |
| 1803 | 434              | 142             |           |
| 1816 | 199(м.), 200(ж.) | 451(м.),556(ж.) |           |

В первой четверти XIX века экономика города начинает перестраиваться. Возрастающая конкуренция требовала более четкой специализации товаропроизводителей и продавцов. К тому же, правительство снова увеличило податной ценз для купечества, отрезая тем самым доступ в это сословие людям среднего достатка, и число купцов к 1824 году резко уменьшилось.
Происходил объективный процесс перераспределения людей на ступеньках социальной лестницы, росла имущественная дифференциация, и этот процесс отражался на численности и социально-сословном составе населения города.
Тенденции, проявившиеся в начале XIX века, а именно постепенное сокращение купечества и рост мещанского сословия, сохранялись на протяжении всего столетия.